# Liste von Künstlern des Sony/ATV Music Katalogs
Dies ist der Katalog an Songwritern, Interpreten und Bands, die vom Sony/ATV Musikverlag publiziert werden.

## 0–9
- 40 Below Summer
- 50 Cent

## A
- A1
- Abs Breen
- Acceptance

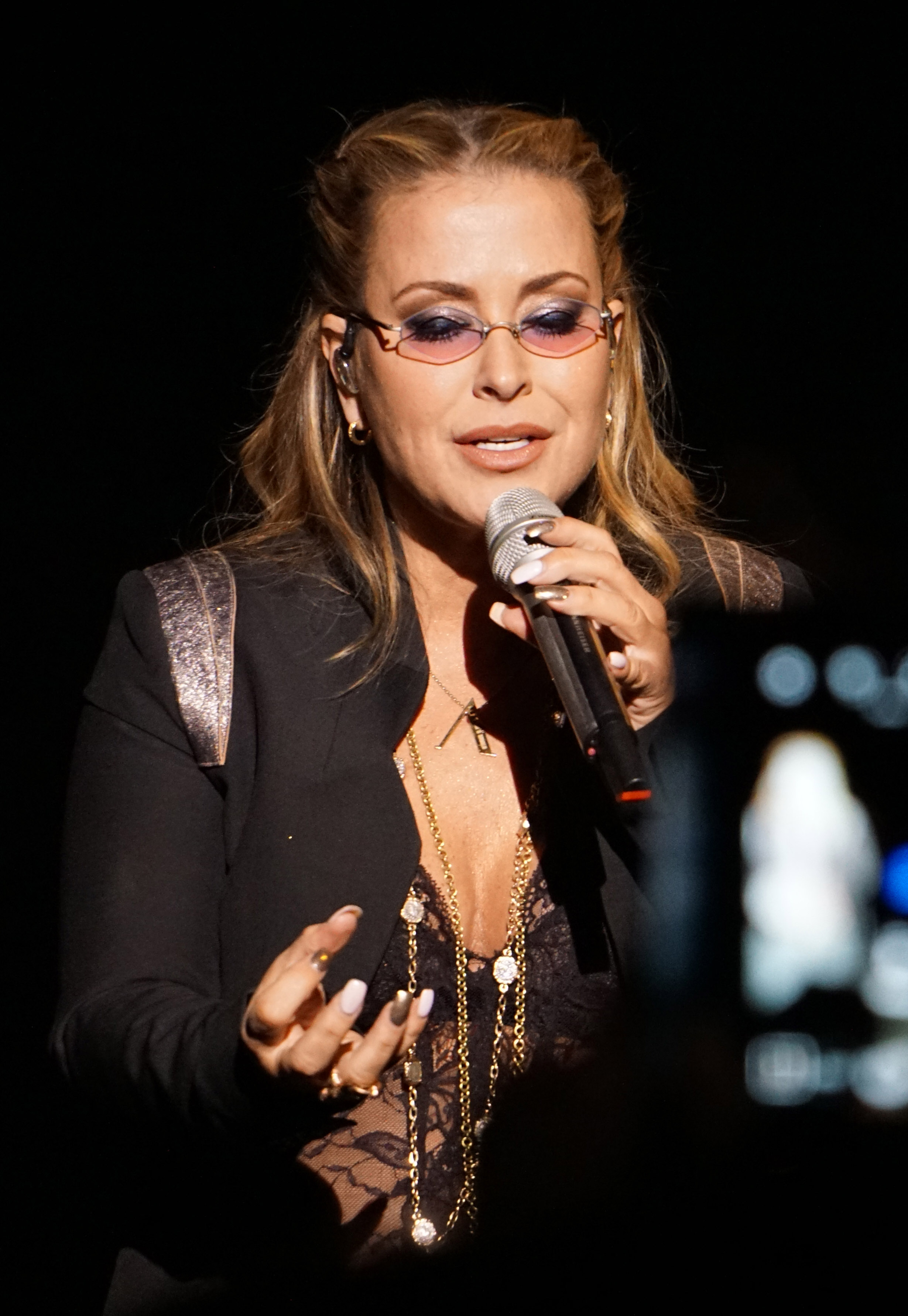
Anastacia bei der Resurrection Tour in London, 2015

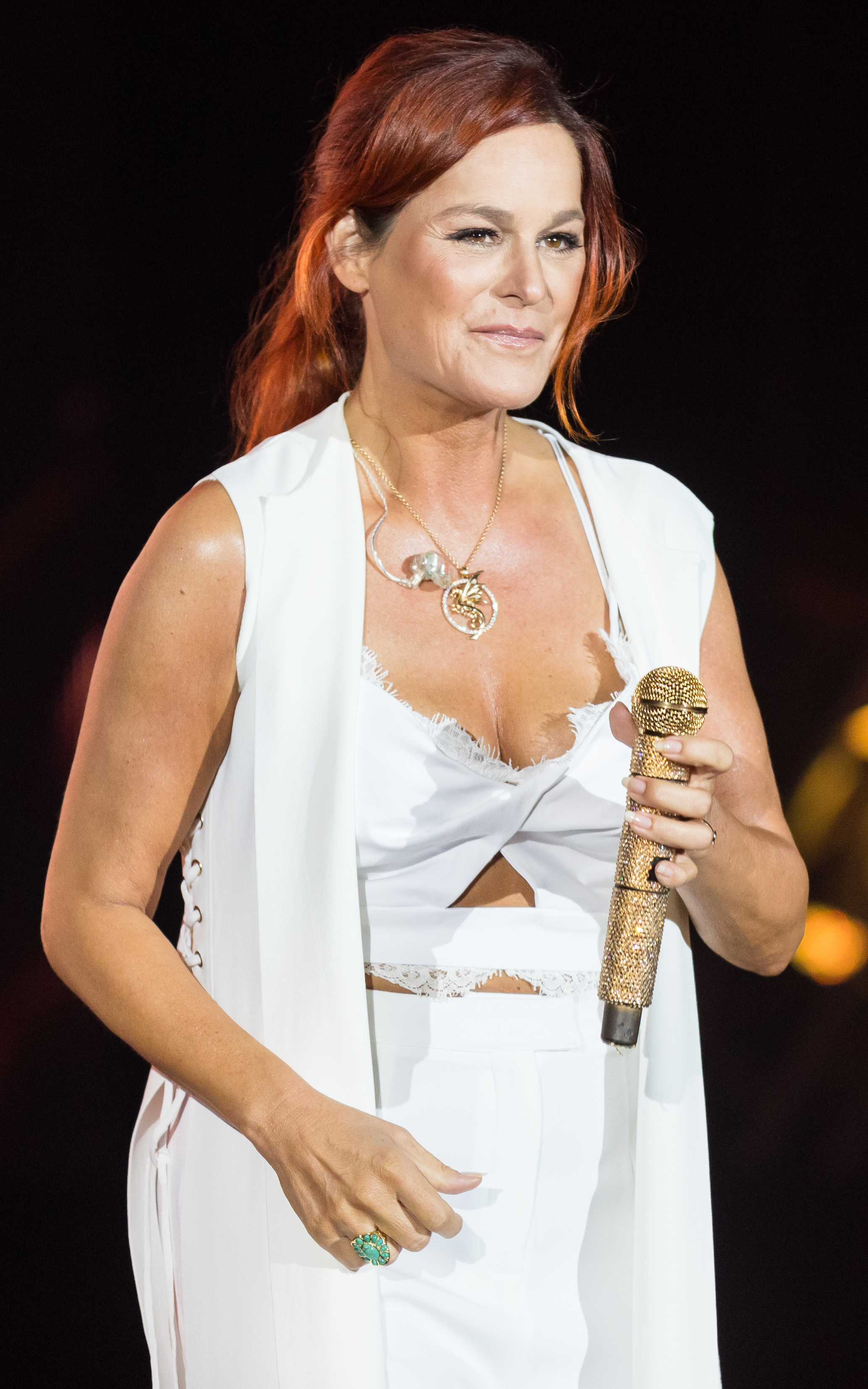
Andrea Berg (2017)

- AC/DC → Hauptartikel: Liste der Lieder von AC/DC
- Afrika Bambaataa
- Akon → Hauptartikel: Akon/Diskografie
- Alex Cartana
- Alicia Keys → Hauptartikel: Alicia Keys/Diskografie
- Alison Clarkson
- Amen
- Anastacia → Hauptartikel: Liste der Lieder von Anastacia
- Andrea Berg → Hauptartikel: Andrea Berg/Diskografie
- Andrea Martin
- Andy Bell
- Angie Stone
- Ant & Dec
- Architecture in Helsinki
- Armand Van Helden
- AronChupa
- Atomic Kitten

## B
- B2K
- Babyface

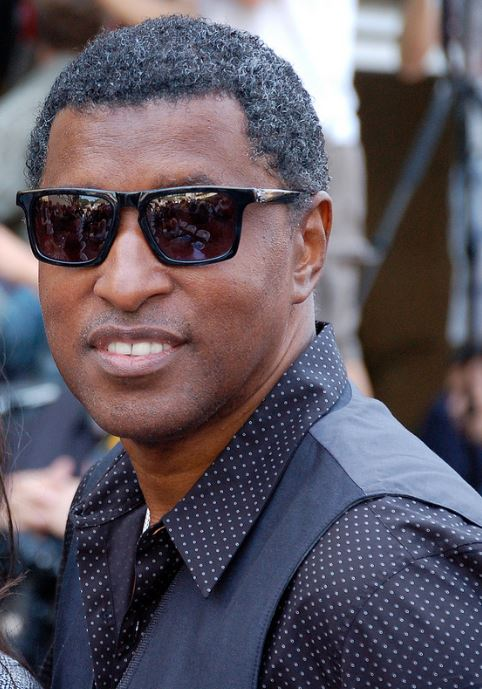
Kenny 'Babyface' Edmonds (2013)

- Backstreet Boys → Hauptartikel: Backstreet Boys/Diskografie
- Baha Men
- Band ohne Namen
- Beck
- Beenie Man
- Belle and Sebastian
- Beverly Knight
- Billy Crawford
- Billy Bragg
- Björk
- The Black Eyed Peas
- Blazin' Squad
- Blondie
- Blue
- Bob Dylan
- Bob Luman
- BodyRockers
- Bomfunk MC’s
- Bon Jovi
- Boy Kill Boy
- Boyz II Men
- Brenda Lee
- Brian Harvey
- Brian Kennedy
- Brian West
- Brick & Lace
- Bright Eyes
- Brooks & Dunn
- Bryan Adams
- Bush
- Bushido → Hauptartikel: Bushido (Rapper)/Diskografie
- Busted

## C
- Cardi B
- Carlos McKinney
- Cartel
- Cassidy
- Cat Stevens
- Catatonia
- Cedric Gervais
- Céline Dion → Hauptartikel: Céline Dion/Diskografie
- Chantal Kreviazuk
- Charley Pride
- Cher
- Cheyenne Kimball
- Chris Braide
- Chris Cornell

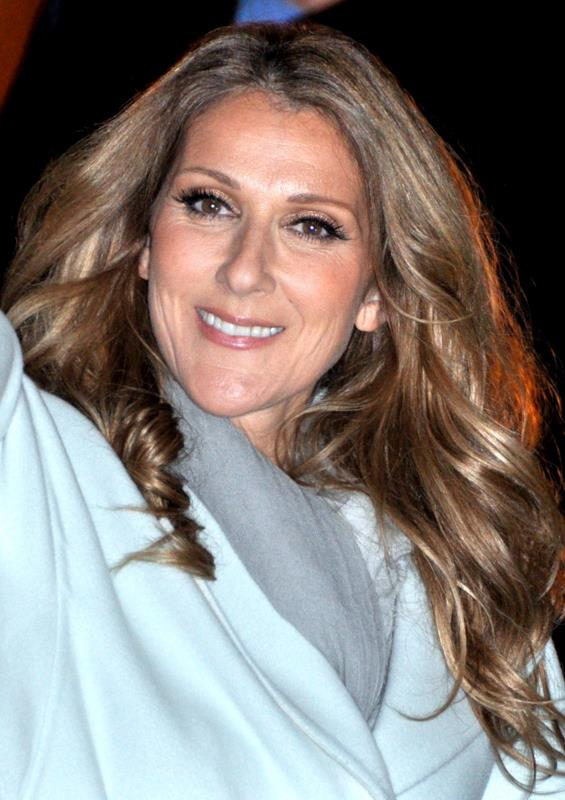
Céline Dion (2012)

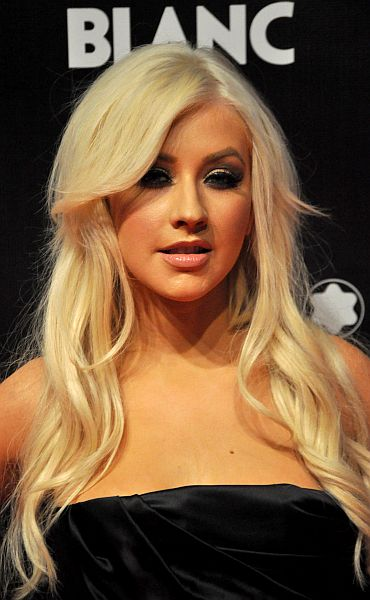
Christina Aguilera (2010)

- Christina Aguilera → Hauptartikel: Christina Aguilera/Diskografie
- Chucky Thompson
- Claudette Ortiz
- Clean Bandit
- Colby O’Donis
- Collective Soul
- Conor Oberst and the Mystic Valley Band
- Conway Twitty
- Corinne Bailey Rae
- Crossfade
- Cubeatz
- Cyndi Lauper

## D
- Daniel Bedingfield
- Daniel Powter
- Dannii Minogue
- Danny!
- Darrell Scott
- Darren Hayes
- Dave Grusin
- Dave Tozer
- David Crosby
- Def Leppard
- Delerium
- Delta Goodrem
- Depeche Mode → Hauptartikel: Depeche Mode/Diskografie
- Des’ree

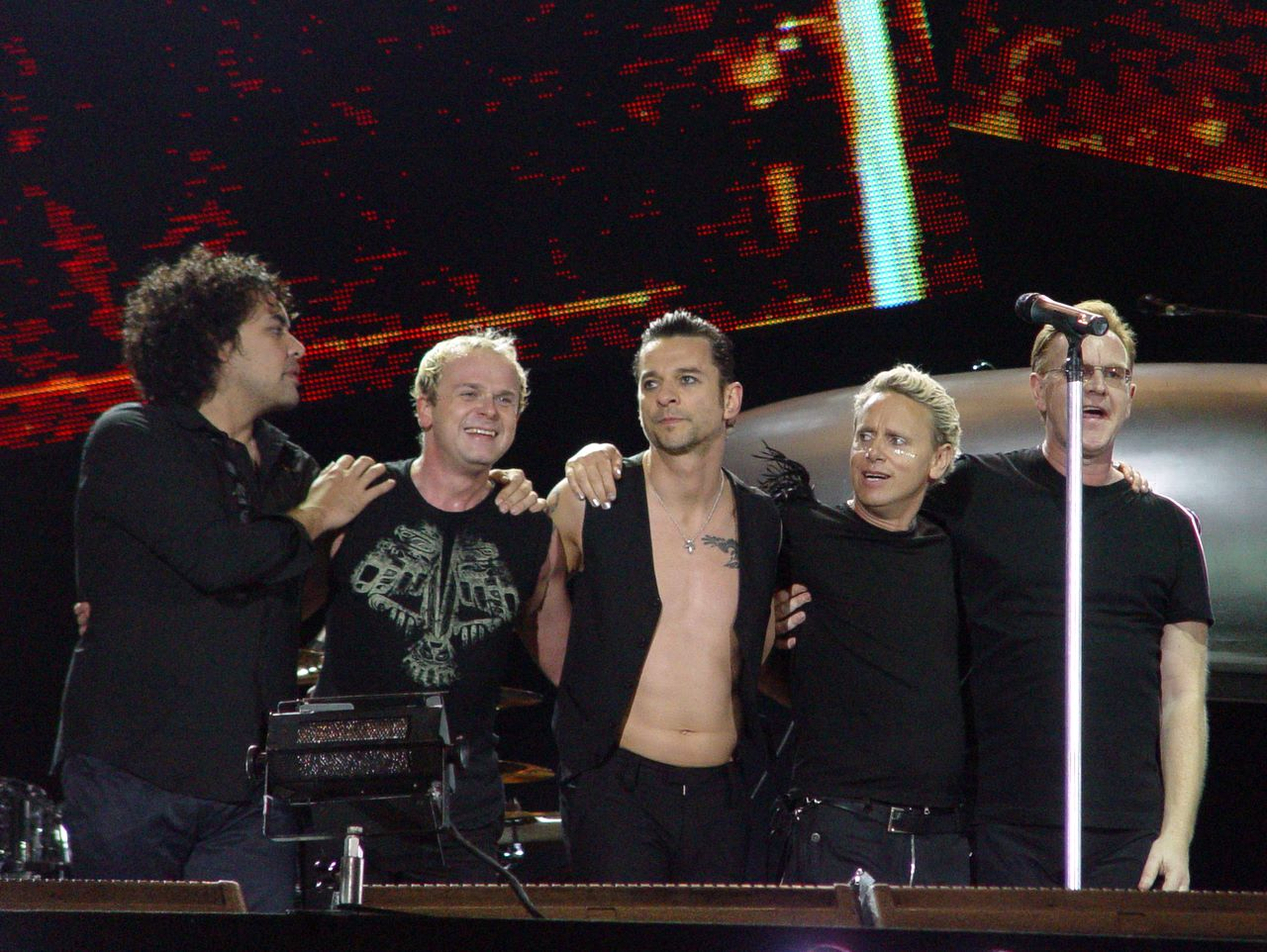
Depeche Mode (2006)

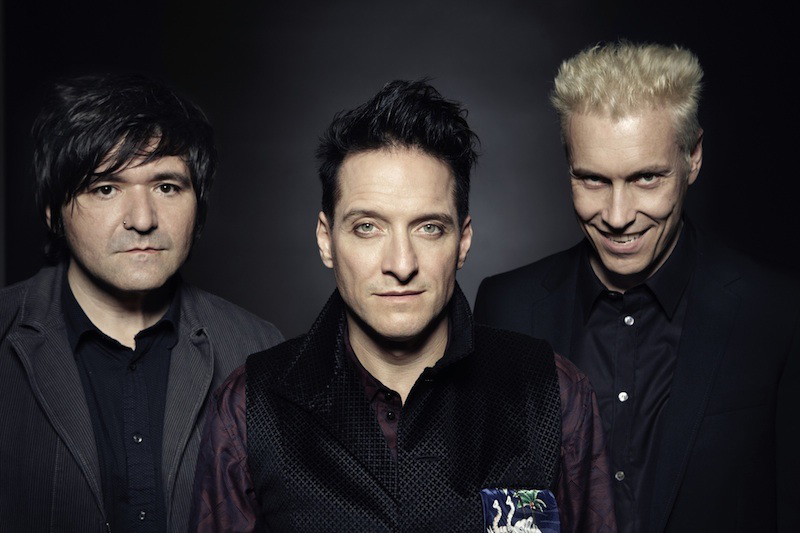
Die Ärzte (2012)

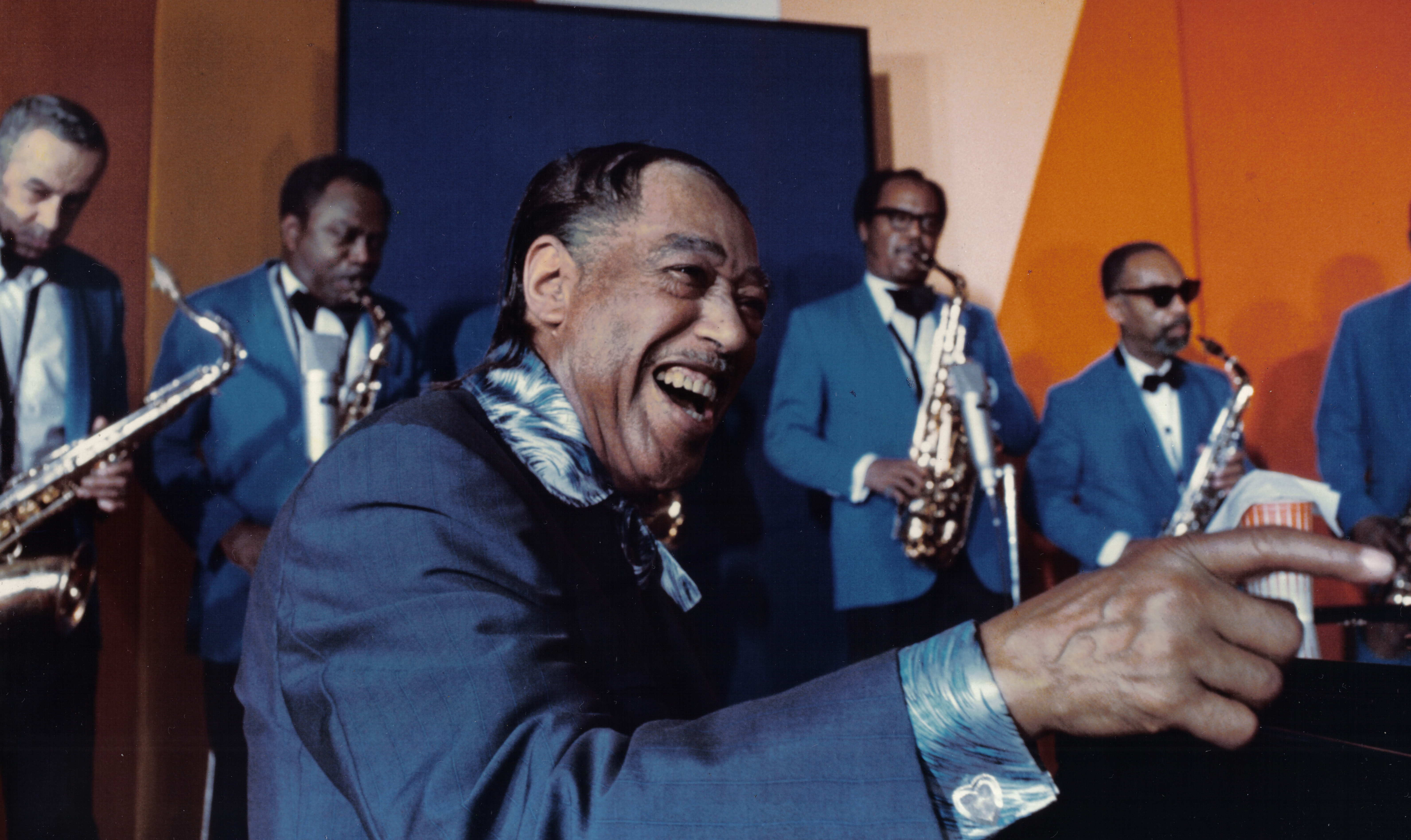
Duke Ellington (1971)

- Destiny’s Child → Hauptartikel: Destiny’s Child/Diskografie
- Die Ärzte → Hauptartikel: Liste der Lieder von Die Ärzte
- Die Antwoord
- Distant Soundz
- Dixie Chicks
- DJ Snake
- Don Gibson
- Donny Osmond
- Donovan
- Duke Ellington

## E
- Ed Roland
- Ed Sheeran → Hauptartikel: Ed Sheeran/Diskografie
- Eg White
- Electric Six
- Elliott Yamin

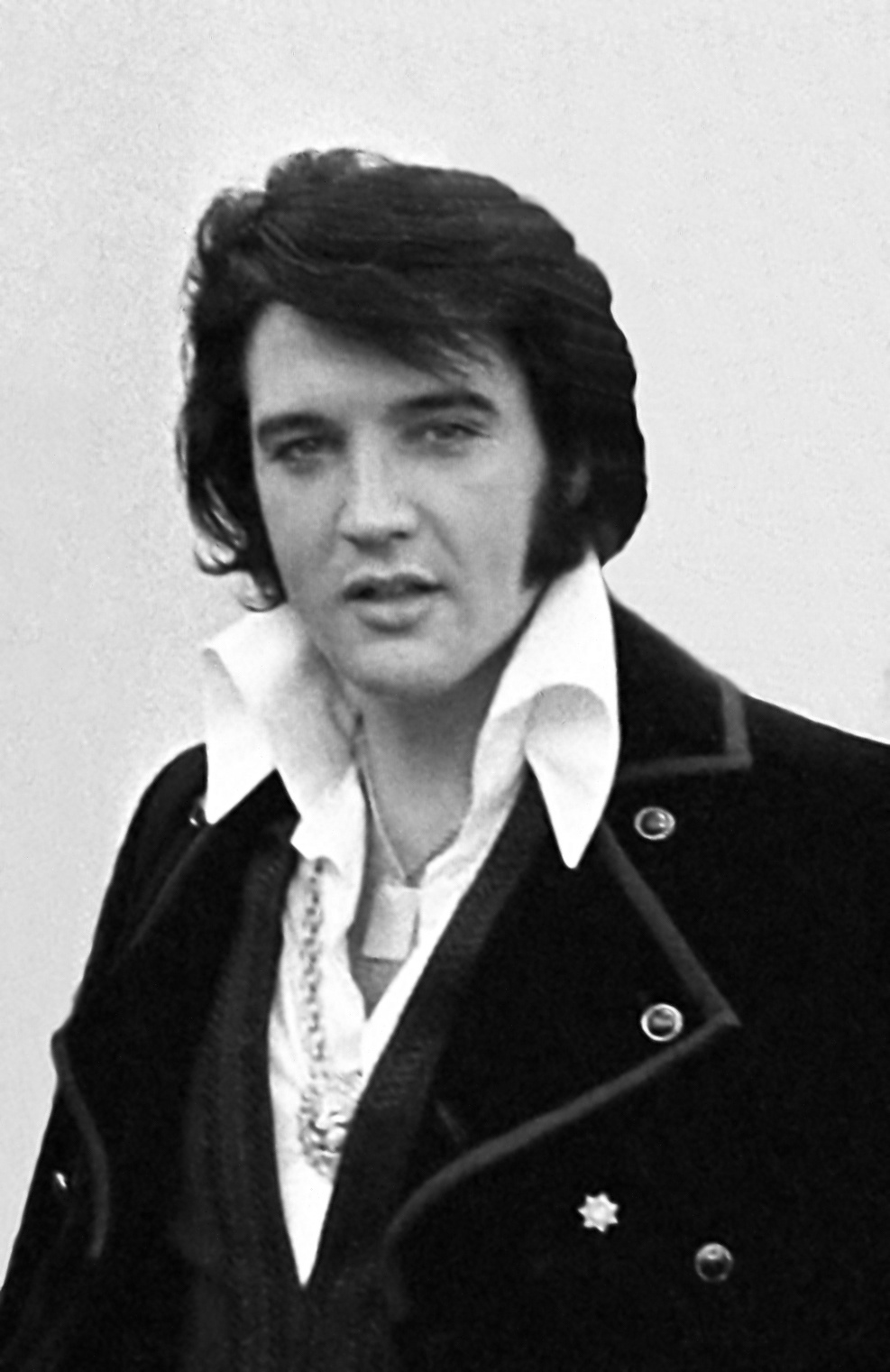
Elvis Presley (1970)

- Elvis Presley → Hauptartikel: Elvis Presley/Diskografie
- Emma Bunton
- Emigrate
- Eminem → Hauptartikel: Liste der Lieder von Eminem
- Engelbert Humperdinck
- Erasure
- Estelle

## F
- Fabolous
- Faith Hill
- Falco → Hauptartikel: Falco/Diskografie
- Fall Out Boy

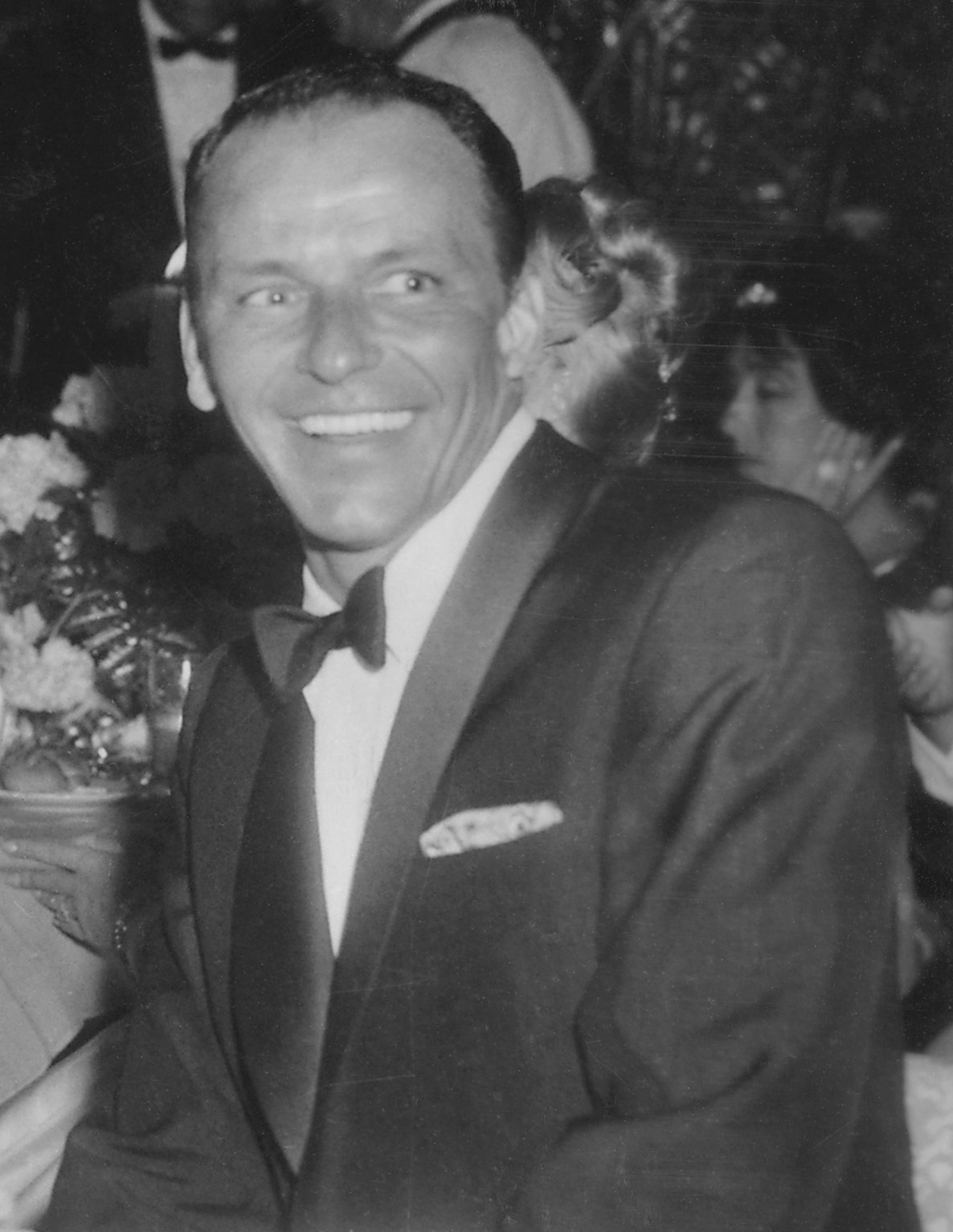
Frank Sinatra (1960)

- Frank Sinatra → Hauptartikel: Frank Sinatra/Diskografie
- Fetty Wap
- Five
- Five Finger Death Punch
- Flight of the Conchords
- Flo Rida
- Flobots
- Fran Healy
- Freestylers

## G
- Gabrielle
- Gareth Gates
- Gary Barlow
- Gary Powell

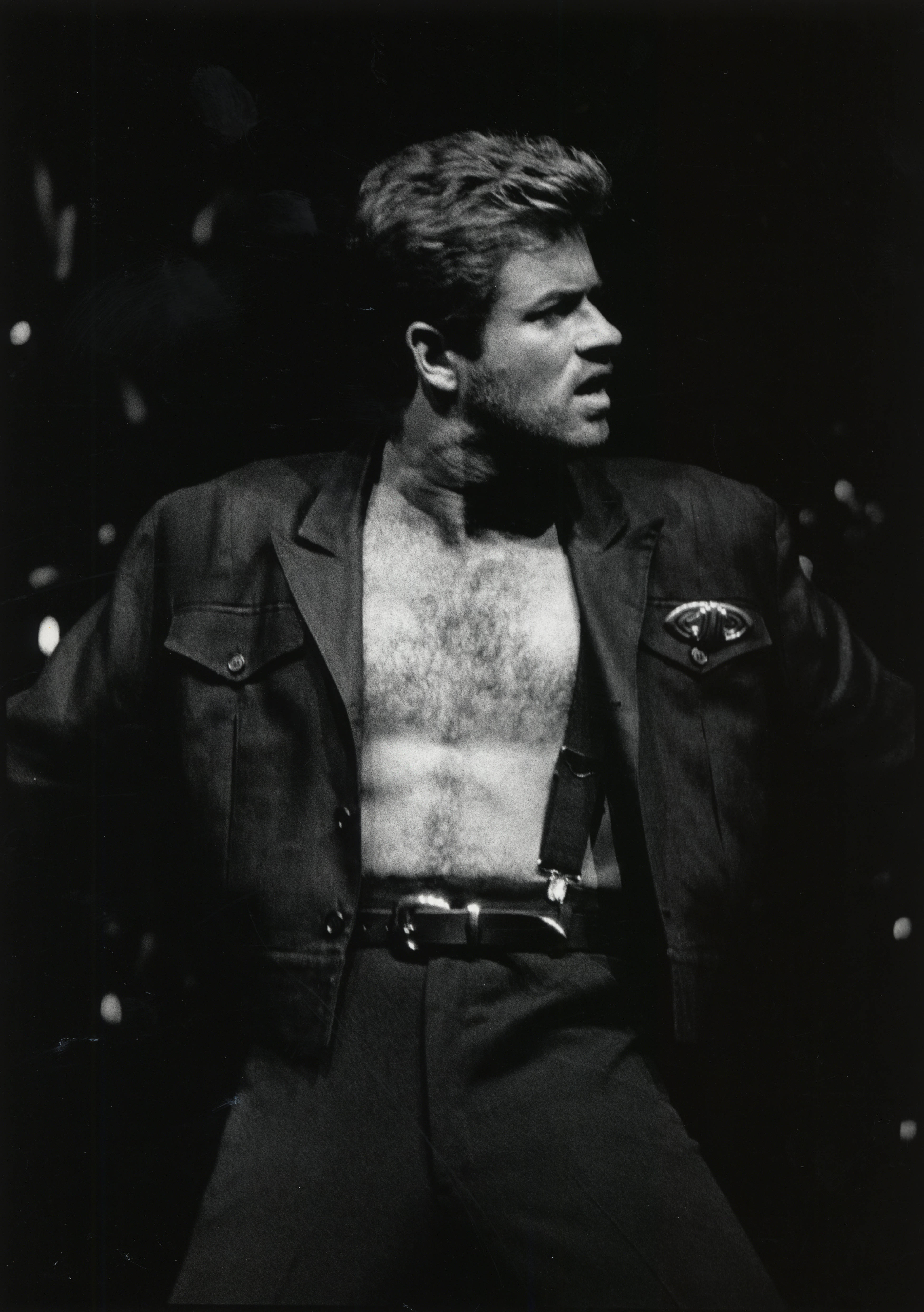
George Michael (1988)

- George Michael → Hauptartikel: George Michael/Diskografie
- George Strait
- Geri Halliwell
- Girls Aloud
- Glassjaw
- Gorillaz
- Graham Nash
- Greg Laswell
- Gretchen Wilson
- Gwen Stefani

## H

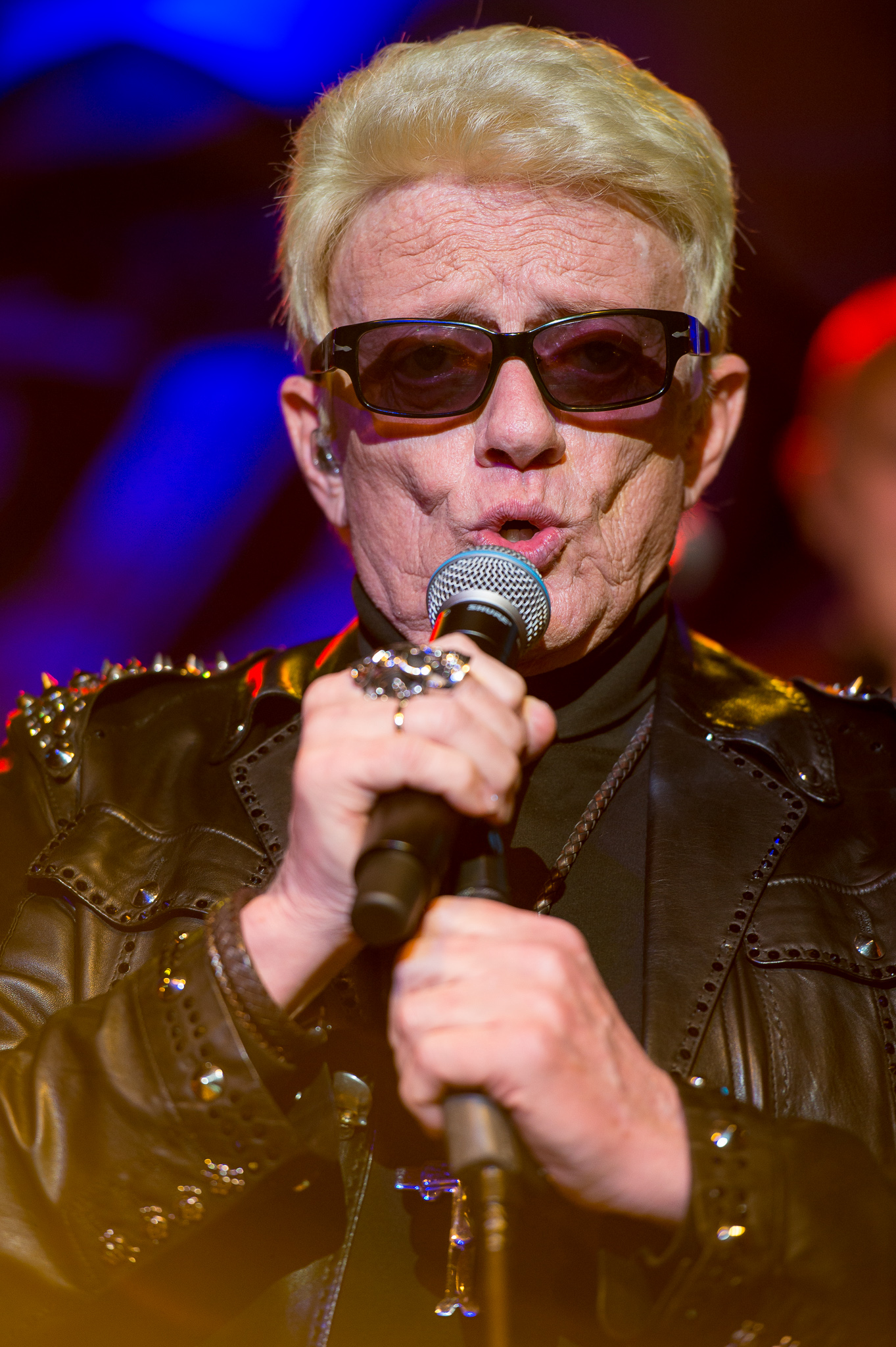
Heino (2015)

- Hank Williams
- Hear’Say
- Heino → Hauptartikel: Heino/Diskografie
- Hilary Duff
- Hockey
- Hope of the States
- Hundred Reasons

## I

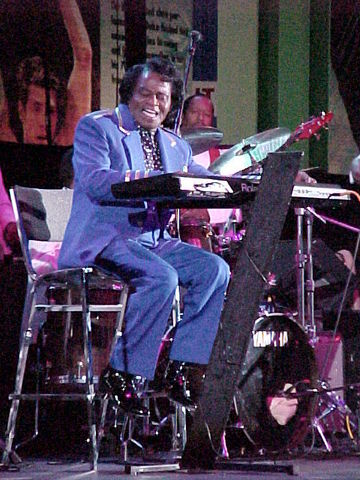
James Brown (2001)

- Ian Brown
- Il Divo
- India.Arie
- Irv Gotti

## J

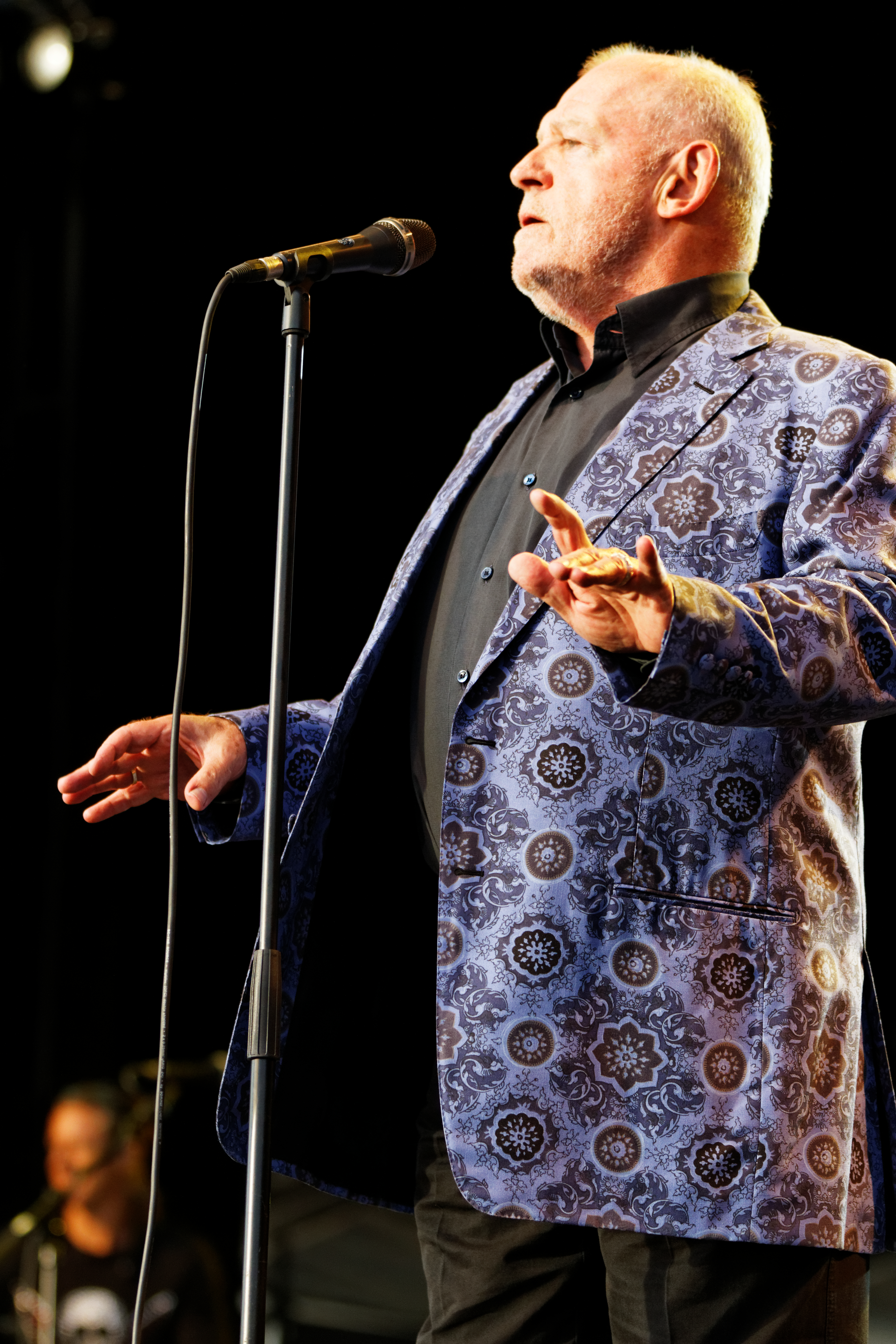
Joe Cocker (2013)

- Jack Antonoff
- Jam & Spoon
- James Brown
- James Morrison
- Jason Nevins
- Jay Sean
- Jeff Buckley
- Jeff Carson
- Jennifer Lopez
- Jerry Wallace
- Jesse Harris
- Jessica Simpson
- Jessie Baylin
- Jet
- Joe Cocker → Hauptartikel: Joe Cocker/Diskografie
- Joe Diffie
- Joe Jackson
- Joe Tex
- Joe Walsh
- John Legend
- John Mayer
- Johntá Austin
- Jonas Brothers
- Joni Mitchell
- Joss Stone
- Junior Jack

## K
- Kaci Battaglia
- Kasabian
- Katie Melua → Hauptartikel: Katie Melua/Diskografie
- Kelly Rowland
- Kish Mauve
- K'naan
- Kraftwerk
- KT Tunstall
- Kylie Minogue

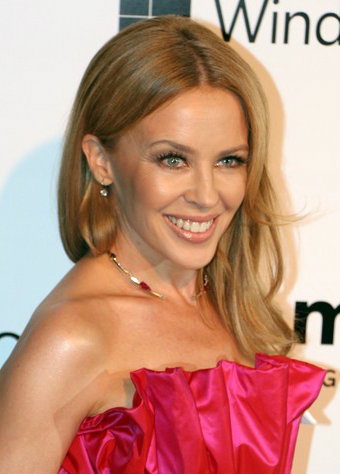
Kylie Minogue (2015)

- Kid Soul → Hauptartikel: Kylie Minogue/Diskografie

## L

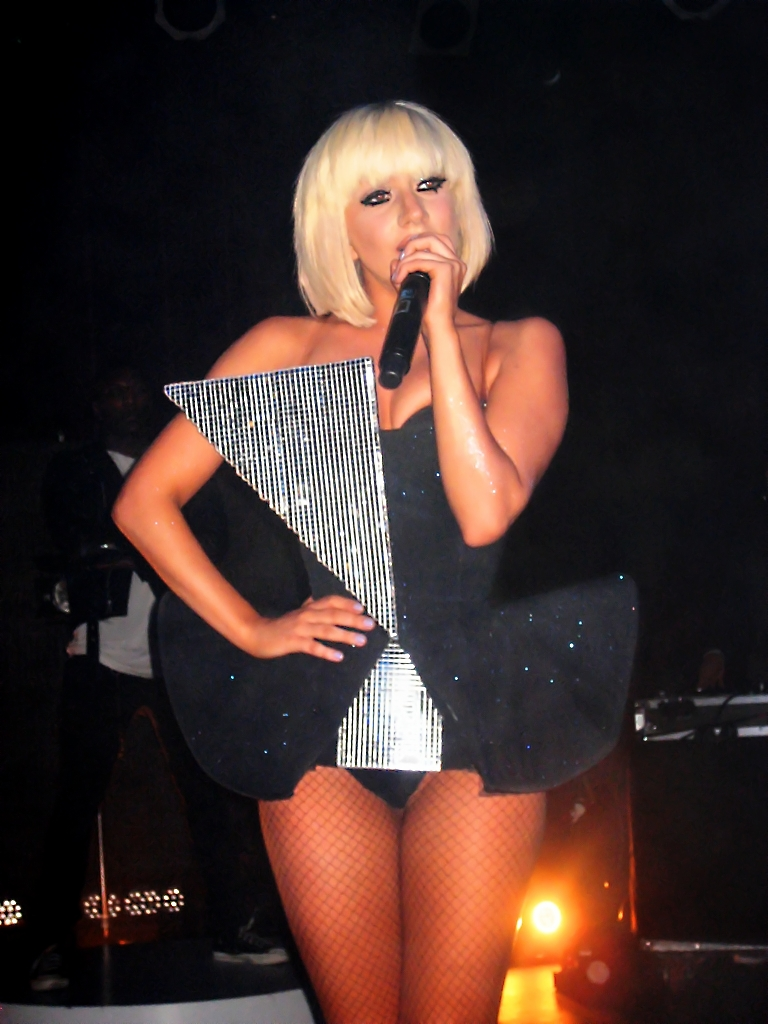
Lady Gaga auf der Fame Ball Tour (2009)

- Songs von Lady Gaga → Hauptartikel: Liste der Lieder von Lady Gaga
- Lamb of God
- Las Ketchup
- Lauryn Hill
- LeAnn Rimes
- Lee Greenwood
- Lemar
- Lemon Jelly
- Lenka
- Leonard Cohen
- Liberty X
- Lil’ Kim
- Linda Perry
- Little Richard
- Liz Phair
- LL Cool J
- Louis Biancaniello

## M
- Maluma
- Manic Street Preachers

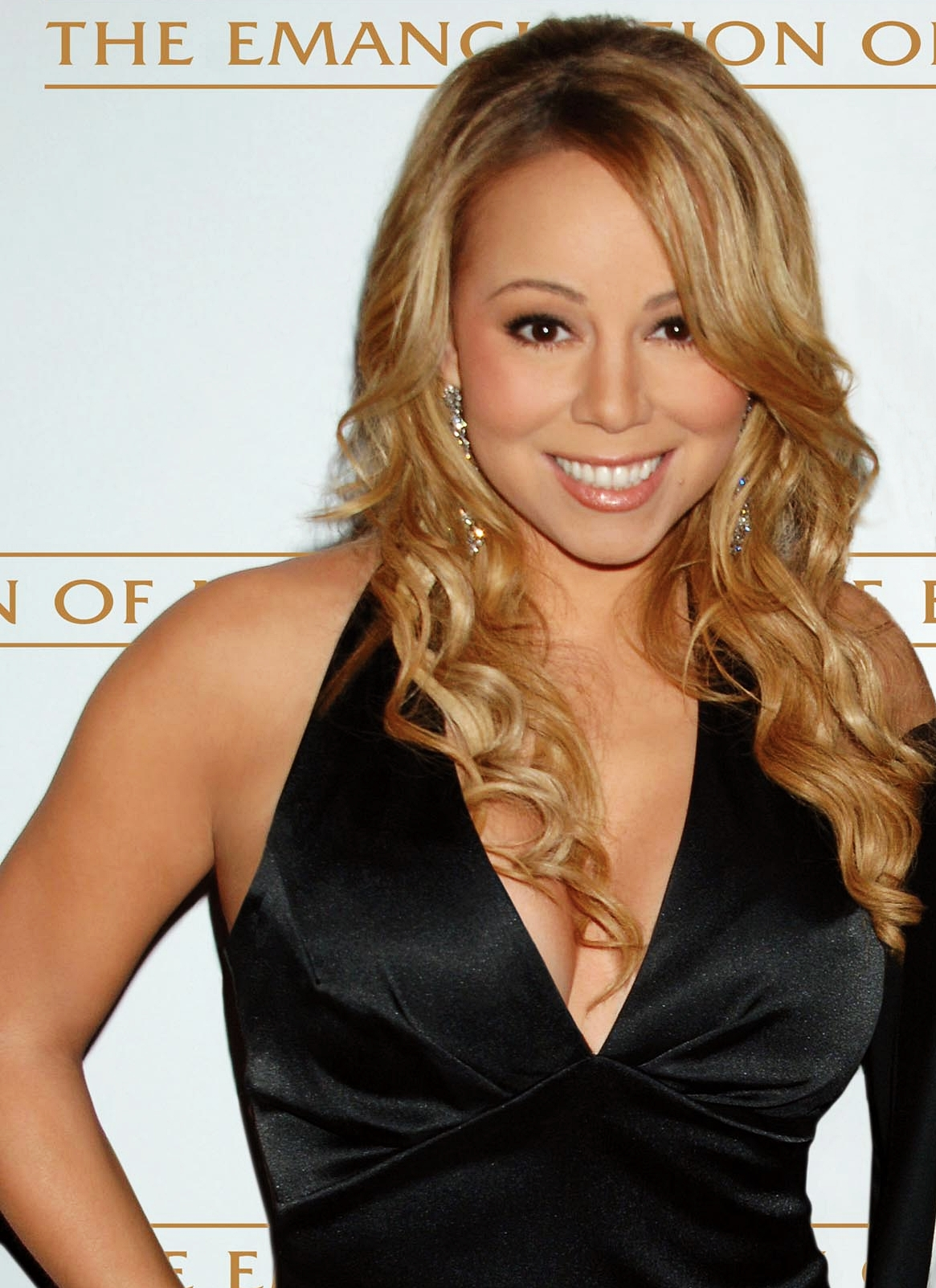
Mariah Carey (2005)

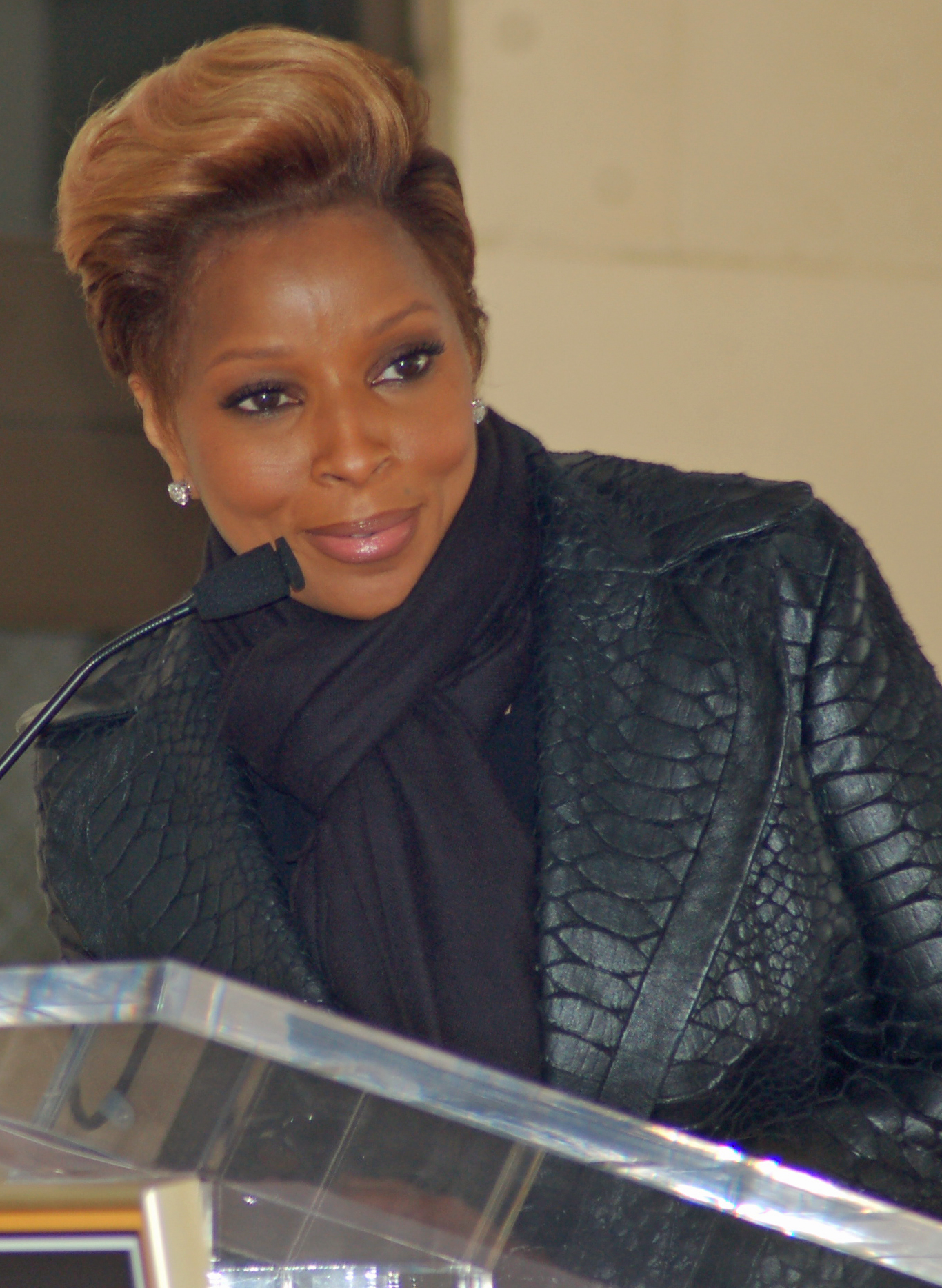
Mary J. Blige (2010)

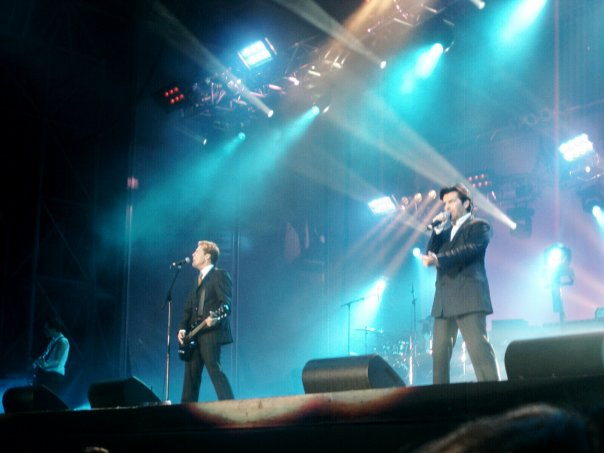
Modern Talking (2003)

- Mariah Carey → Hauptartikel: Liste der Lieder von Mariah Carey
- Marc Anthony
- Marc Nelson
- Mark Ronson
- Mario
- Mark Owen
- Mary J. Blige → Hauptartikel: Mary J. Blige/Diskografie
- Maxwell
- MC Lyte
- Melanie B
- Mercury Rev
- Merle Haggard
- Mike Mangini
- Miles Davis
- Mims
- Miniature Tigers
- Mint Royale
- Mis-Teeq
- Modern Talking → Hauptartikel: Modern Talking/Diskografie
- Modest Mouse
- Modjo
- Mungo Jerry

## N
- Narcotic Thrust
- Natasha Bedingfield
- Ne-Yo
- Neal McCoy
- Neil Diamond

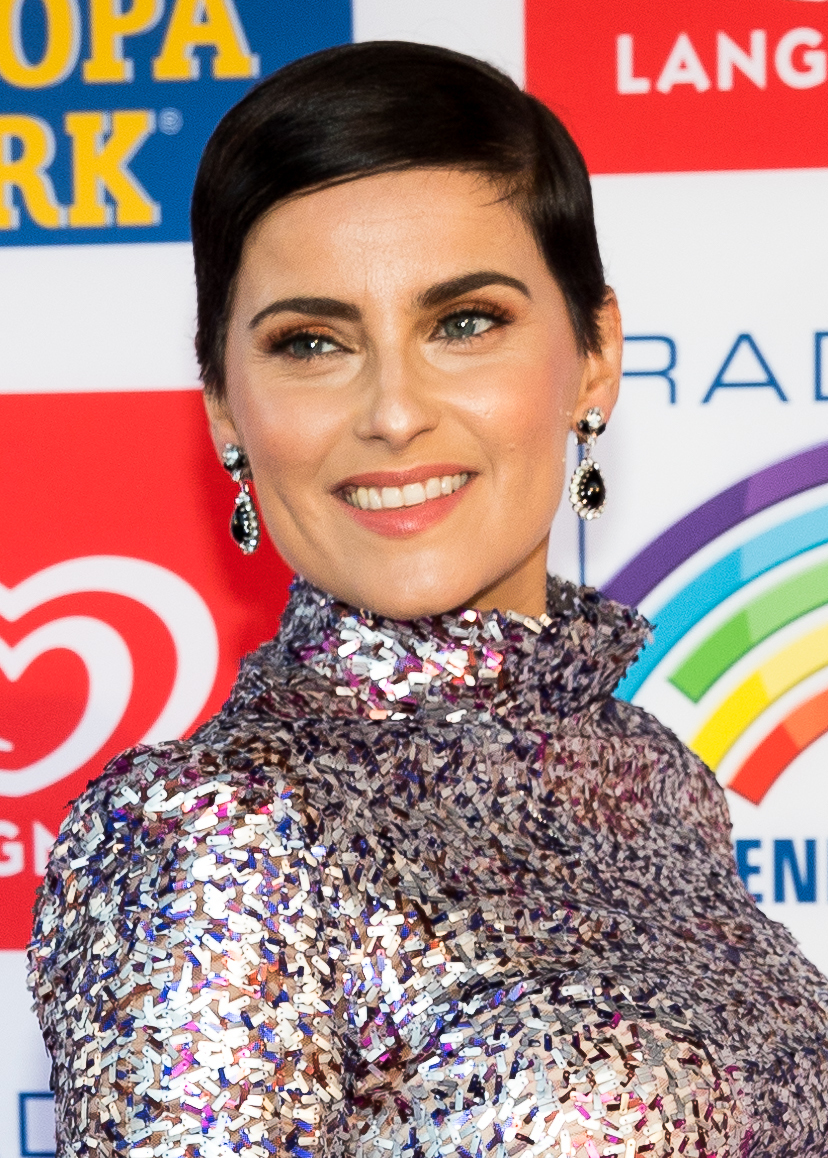
Nelly Furtado (2017)

- Nelly Furtado → Hauptartikel: Nelly Furtado/Diskografie
- Nena → Hauptartikel: Liste der Lieder von Nena
- Nile Rodgers
- Nodesha
- Norah Jones

## O

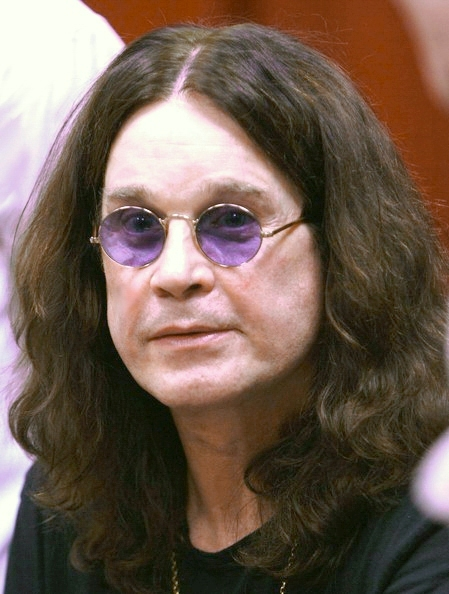
Ozzy Osbourne (2010)

- Oasis → Hauptartikel: Liste der Lieder von Oasis
- OneRepublic
- Orbital
- Olivia Longott
- Ozomatli
- Ozzy Osbourne → Hauptartikel: Ozzy Osbourne/Diskografie

## P
- Patsy Cline
- Paul Weller
- Pearl Jam
- Pet Shop Boys
- Peter Cincotti
- Petula Clark
- Pharrell Williams
- Phats & Small

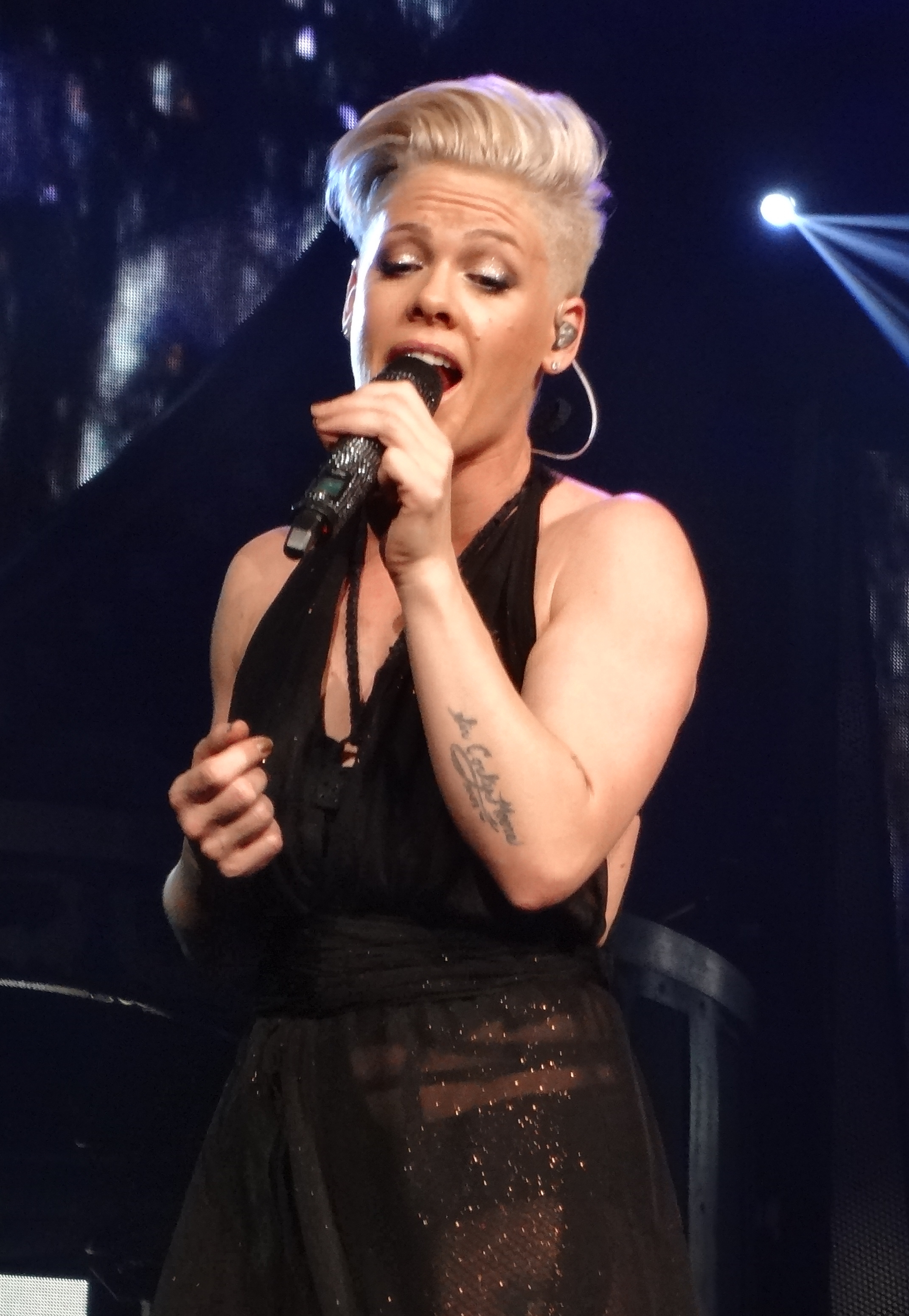
Pink (2013)

- Pink → Hauptartikel: Pink (Musikerin)/Diskografie
- Pink Floyd → Hauptartikel: Pink Floyd/Diskografie
- Plummet
- Psy

## Q
- Queens of the Stone Age

## R
- R. Kelly → Hauptartikel: R. Kelly/Diskografie
- Razorlight
- Reba McEntire
- Red
- Reef
- Richie Sambora
- Rick Ross
- Ricky Martin
- Rise Against
- Rishi Rich
- Robert Palmer
- Robert Plant
- Roger Miller

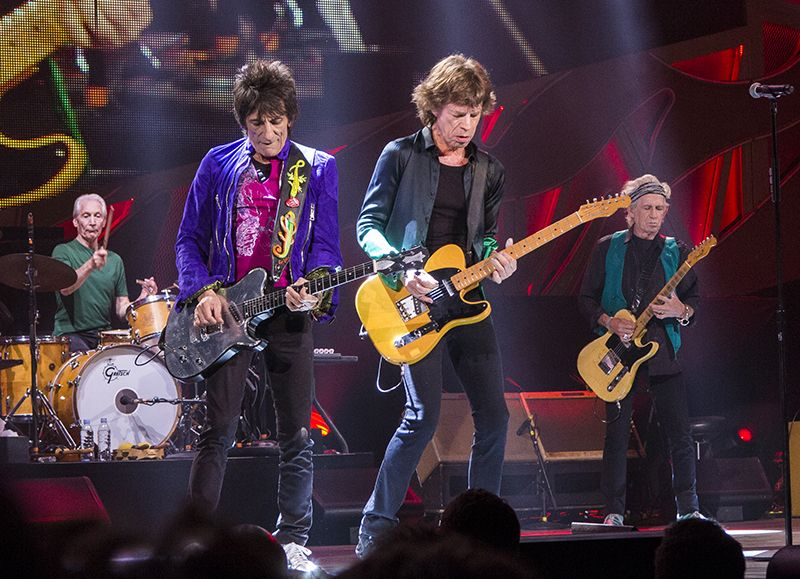
Rolling Stones (2015)

- Rolling Stones → Hauptartikel: The Rolling Stones/Diskografie
- Ronan Keating
- Roy Acuff
- Roy Orbison
- Ryan Adams

## S
- S Club 7
- S Club Juniors
- Sade
- Safri Duo
- Saigon
- Sam & Mark
- Sam Smith
- Samantha Mumba
- Samra
- Santana
- Sara Bareilles
- Sarah McLachlan
- Sarah Whatmore
- Sasha Dobson
- Scars on Broadway
- Scooch
- Sean Kingston
- Secondhand Serenade
- Shakira → Hauptartikel: Shakira/Diskografie
- Shapeshifters
- She Wants Revenge
- Sia Furler

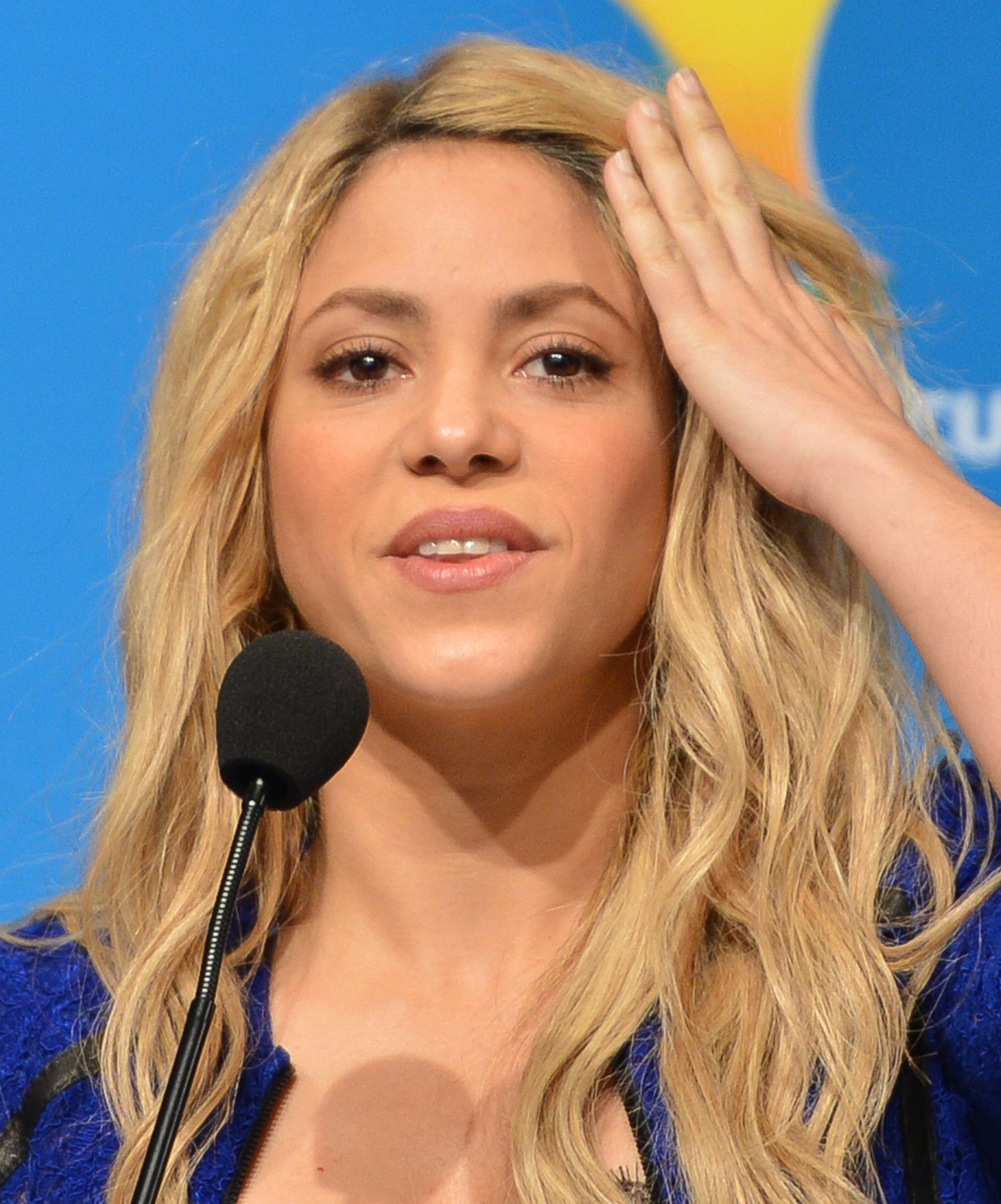
Shakira (2014)

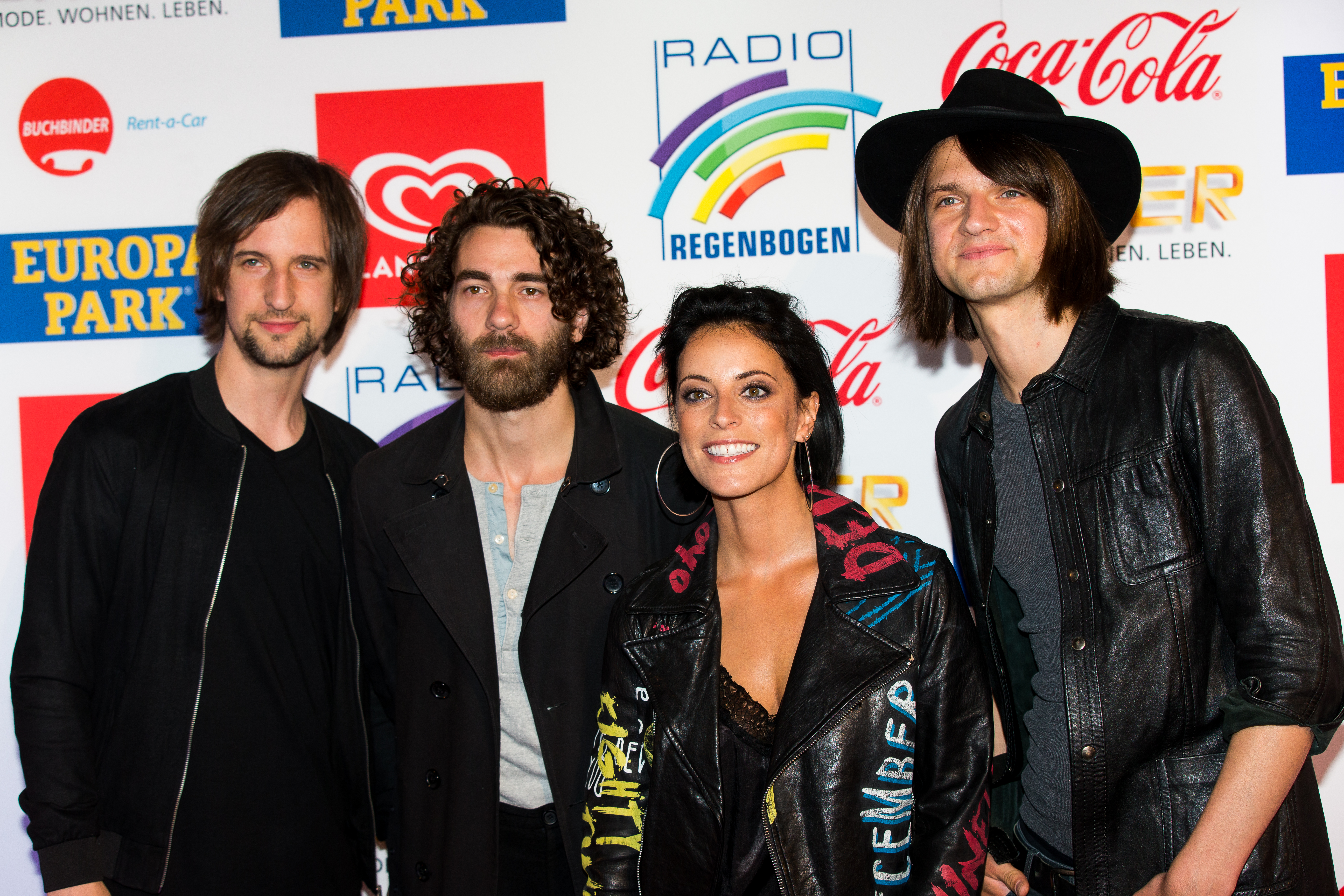
Silbermond (2017)

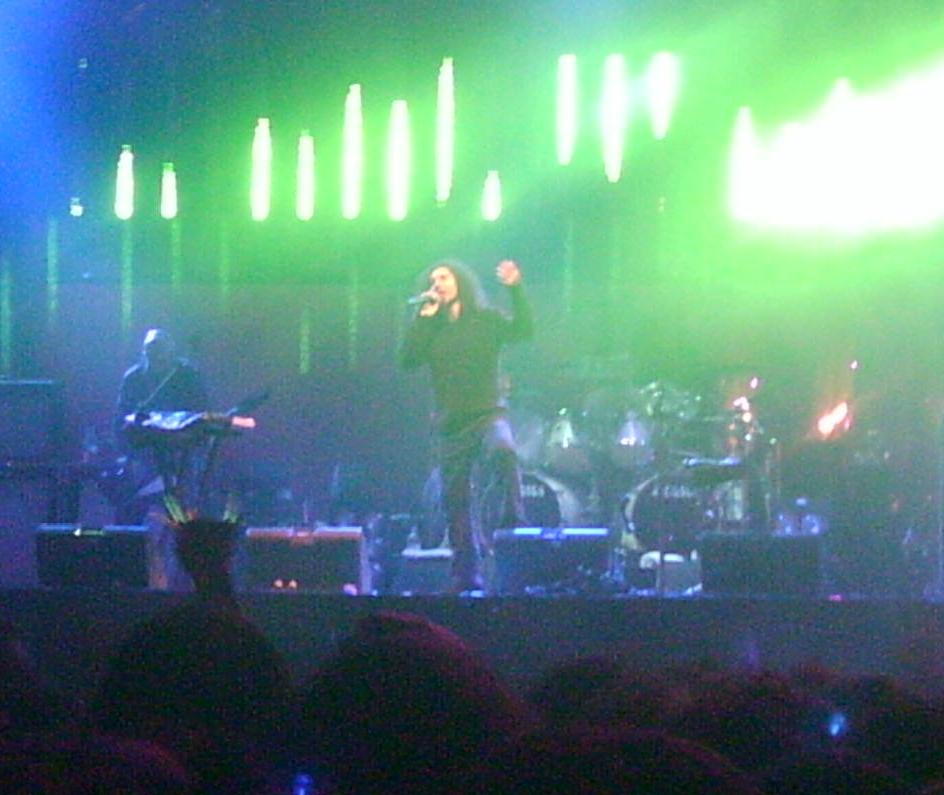
System of a Down (2005)

- Silbermond → Hauptartikel: Liste der Lieder von Silbermond
- Simon Webbe
- Simple Kid
- Snoop Dogg
- Souad Massi
- Sound the Alarm
- Speedway
- Spiller
- State of Shock
- Stephen Gately
- Stephen Stills
- Stevie Nicks
- Sue Thompson
- Suede
- Sugababes
- Sweetie Irie
- Syk Sense
- System of a Down

## T
- Talay Riley
- Taylor Swift → Hauptartikel: Taylor Swift/Diskografie
- Teddy Geiger
- The Almost
- The Beautiful South
- The Beatles → Hauptartikel: Lennon/McCartney
- The Chainsmokers
- The Champs
- The Cheeky Girls
- The D.E.Y.
- The Everly Brothers
- The Game
- The Hoosiers
- The Kinks
- The Knickerbockers
- The Moody Blues
- The Newbeats
- The Rasmus
- The Searchers
- The Starting Line
- The Ting Tings
- The Vines
- The Wreckers

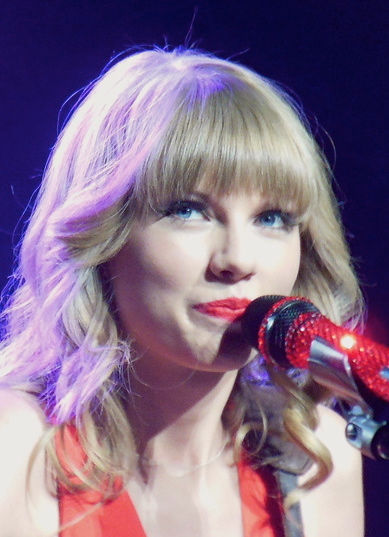
Taylor Swift (2013)

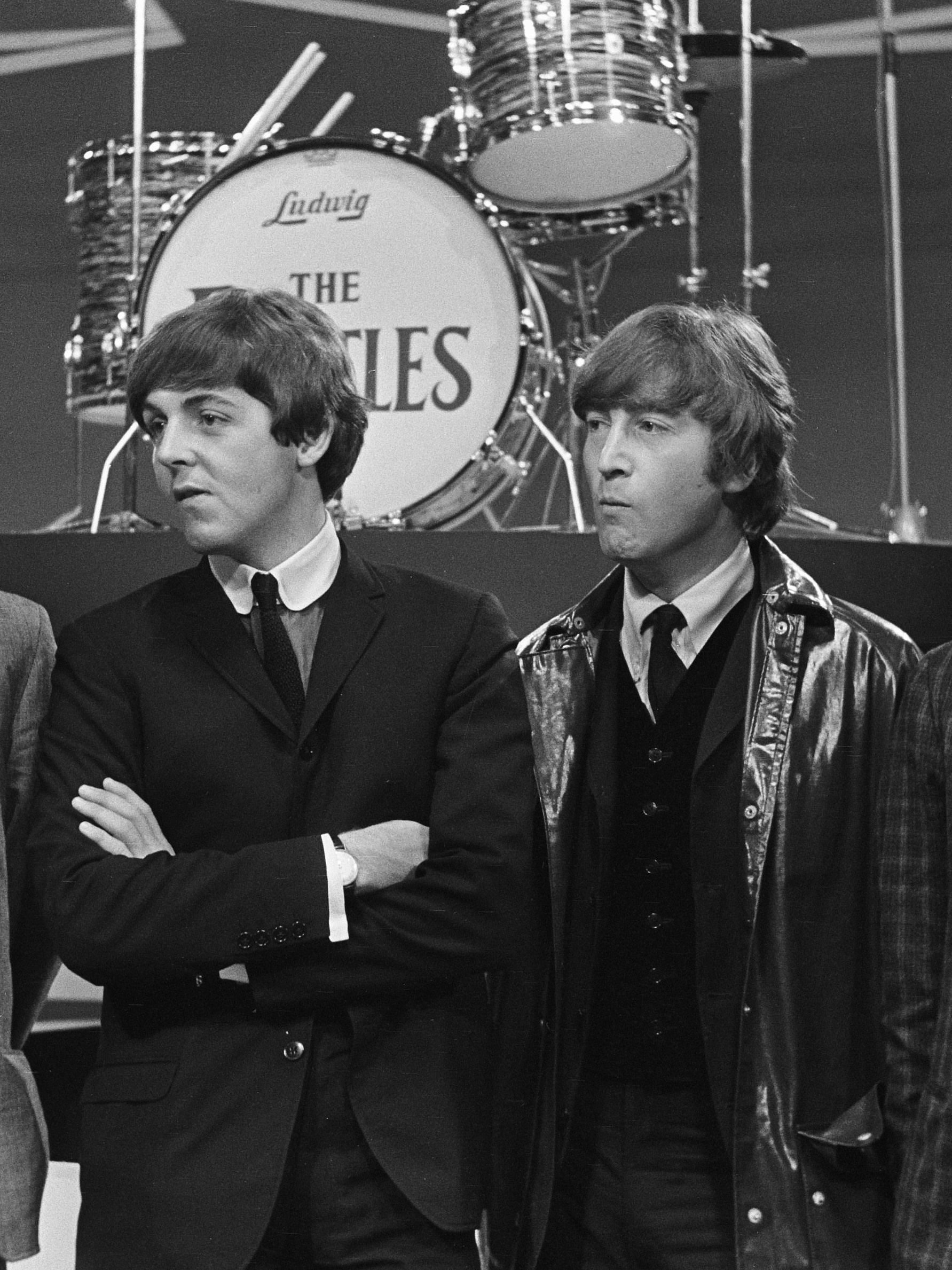
The Beatles, 1964

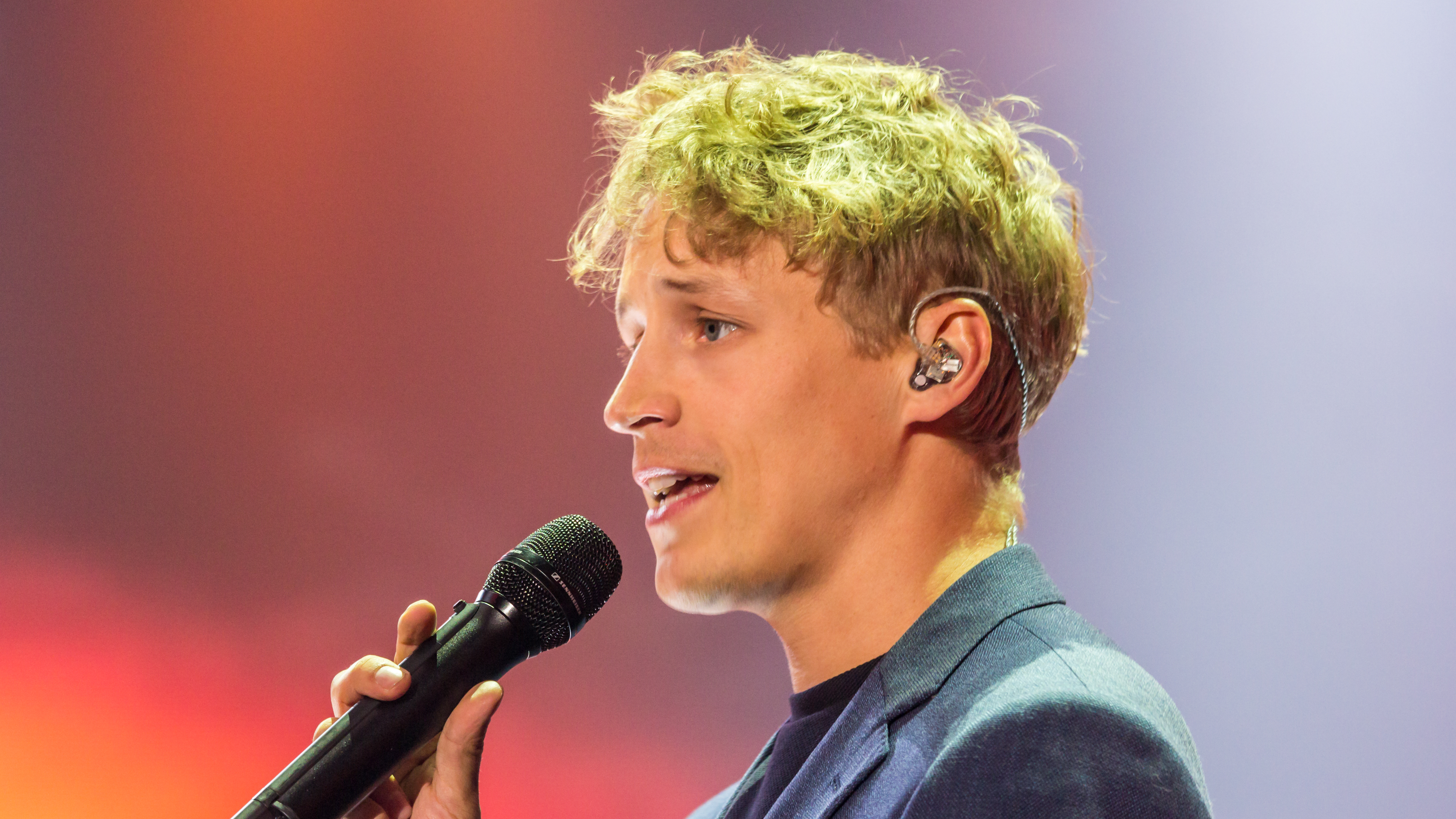
Tim Bendzko (2017)

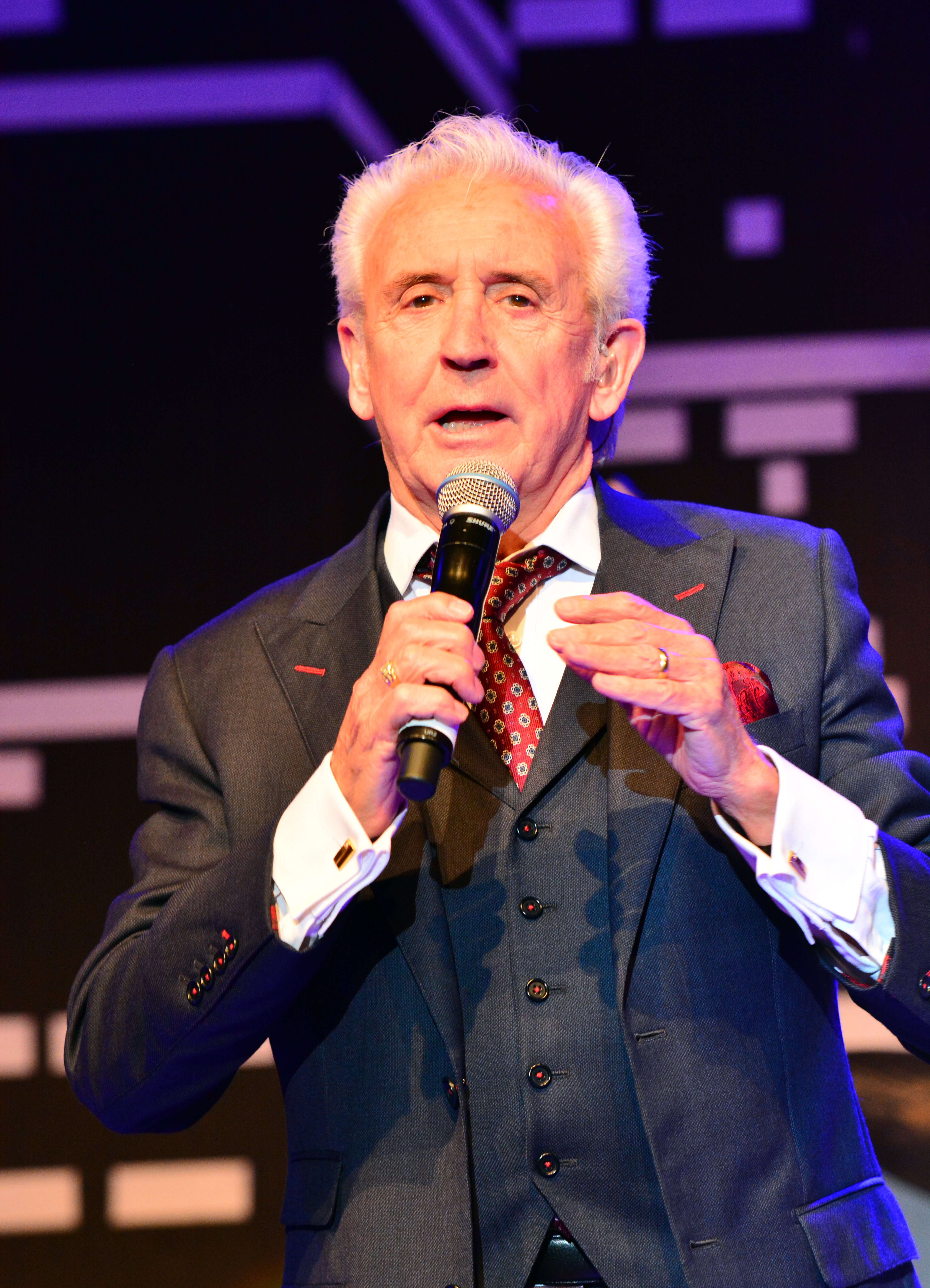
Tony Christie (2015)

- Tim Bendzko → Hauptartikel: Liste der Lieder von Tim Bendzko
- Tim McGraw
- Tiwa Savage
- Tom Jones
- Tomcraft
- Tony Christie
- Tori Kelly
- Travis
- Tweenies
- Tymes 4

## U
- UB40

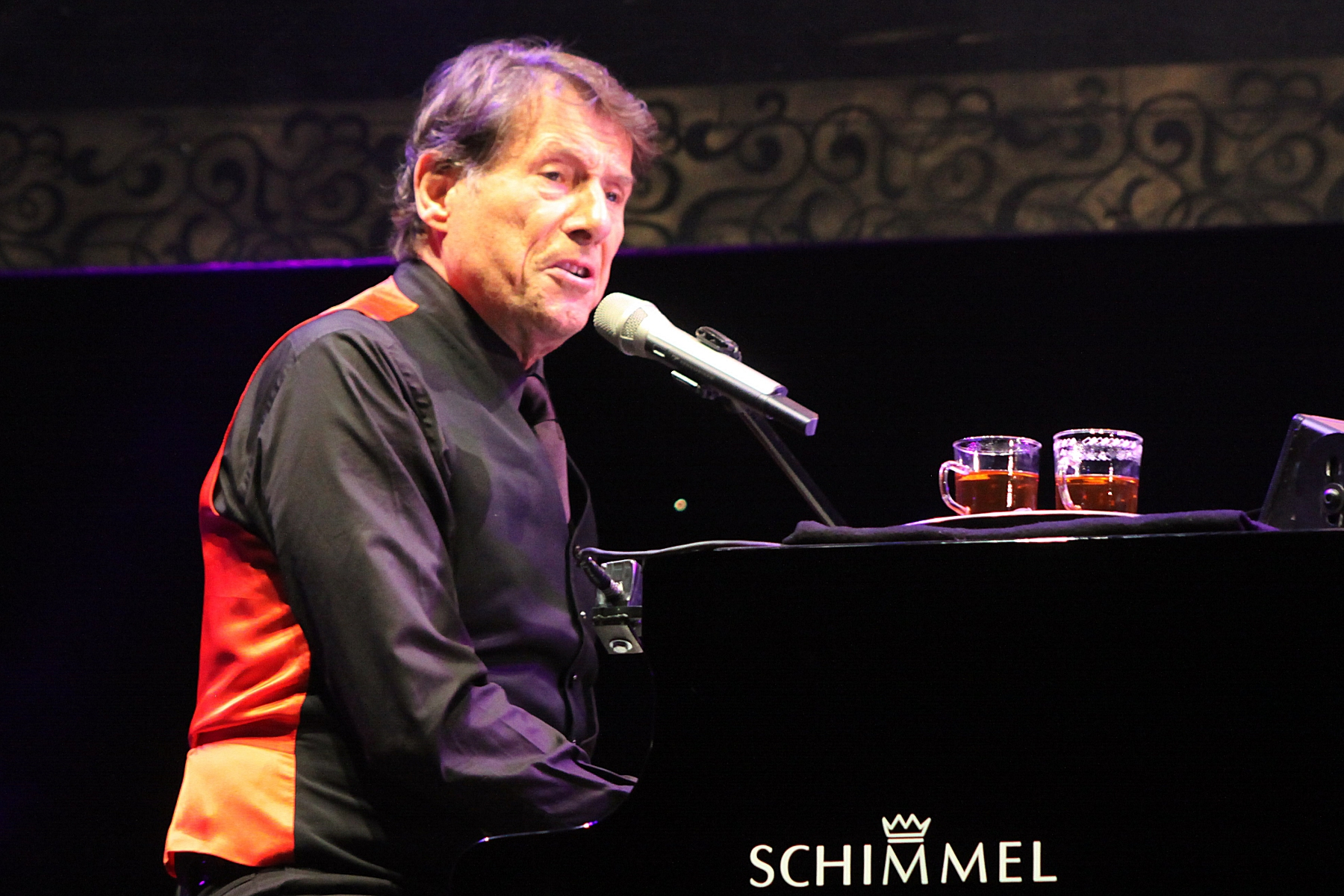
Udo Jürgens (2010)

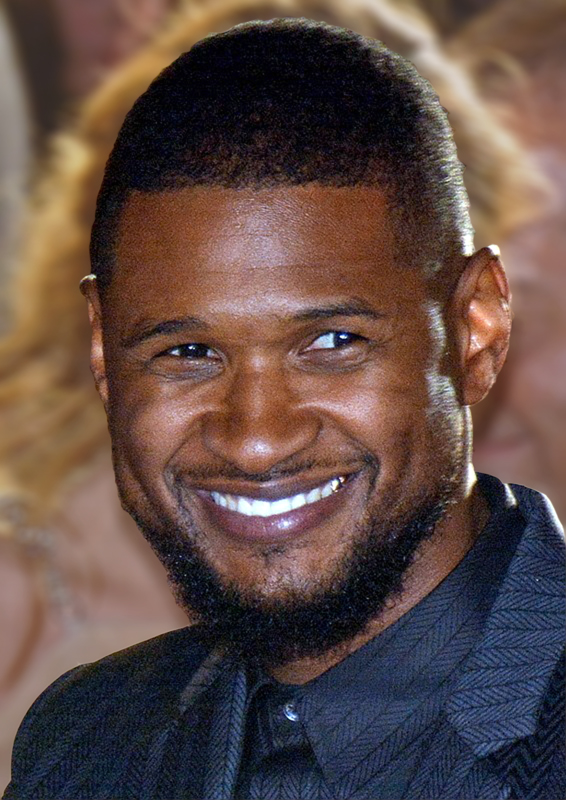
Usher (2016)

- Udo Jürgens → Hauptartikel: Liste der Lieder von Udo Jürgens
- Unkle
- Usher → Hauptartikel: Usher/Diskografie

## V
- V (Band)
- Valencia
- Vato Gonzalez

## W
- We Are Scientists
- Westlife
- Wheatus

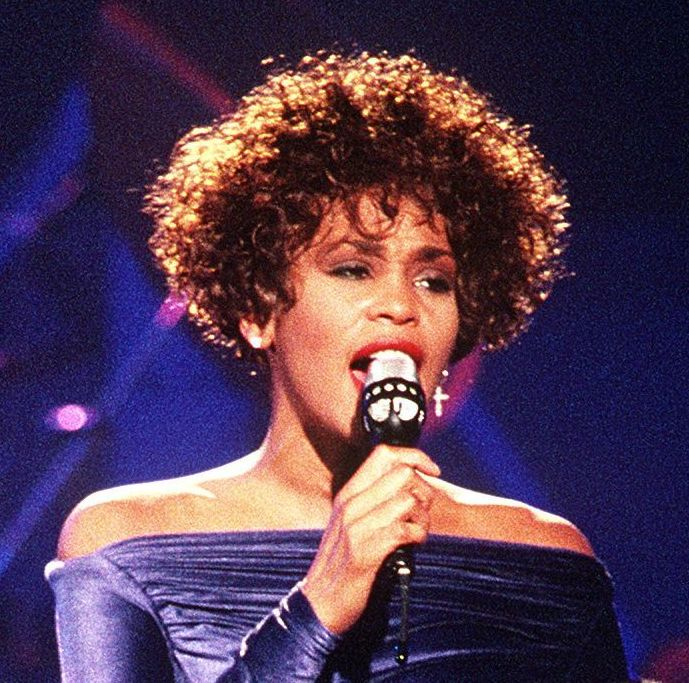
Whitney Houston (1991)

- Whitney Houston → Hauptartikel: Whitney Houston/Diskografie
- Will Smith
- Will Young
- Willie Nelson
- Wyclef Jean